# Озол, Альфред Эрнестович
Альфред Эрнестович Озол (1891—1979) — советский учёный-эпидемиолог, доктор медицинских наук (1941), профессор (1949).

## Биография
Родился 13 июля 1891 года в Риге.
В 1911 году поступил на медицинский факультет Императорского Дерптского университета, но из-за болезни родителей был вынужден прекратить занятия. Осенью 1916 года вернулся к занятиям и окончил университет уже в Воронеже в январе 1920 года, куда был эвакуирован вуз в годы Гражданской войны в России. По окончании университета Озол был мобилизован в РККА и участвовал в Гражданской войне в качестве врача-ординатора в инфекционных отделениях различных полевых эвакогоспиталей; с июня по ноябрь 1921 года заведовал химико-бактериологической лабораторией при полевом запасном госпитале.
В 1922—1942 годах А. Э. Озол работал в диагностическом отделении Воронежского санитарно-бактериологического института. В конце 1920-х годов он возглавлял борьбу с наиболее крупными вспышками многих инфекционных заболеваний в Центральной России: Воронежской, Курской, Тамбовской и Орловской областях. Одновременно в 1919—1923 годах преподавал в Воронежском государственном университете, а в 1930—1934 годах был заведующим кафедрой эпидемиологии Воронежского медицинского института (ныне Воронежский государственный медицинский университет). В период с 1924 по 1930 год заведовал также бактериологическим отделением санитарно-бактериологической лаборатории Юго-Восточной железной дороги.
В январе 1938 года Альфред Эрнестович был арестован и находился под следствием; в октябре 1939 года был освобожден за отсутствием улик. После начала Великой Отечественной войны эвакуировался в Казань и с октября 1942 года работал консультантом Наркомздрава Татарской АССР и Казанского института эпидемиологии и микробиологии. Остался жить в Казани и был избран заведующим кафедрой эпидемиологии Казанского государственного медицинского института (ныне Казанский государственный медицинский университет). С 1947 по 1952 год одновременно заведовал в нём кафедрой микробиологии. Проработал в медицинском институте по 1970 год.
Основные научные исследования А. Э. Озола были посвящены изучению и организации ликвидации и профилактике сибирской язвы, дифтерии, скарлатины, сыпного и брюшного тифов, токсикоинфекций, туберкулеза, натуральной оспы, туляремии, бруцеллеза и ряда других инфекций. Он разработал метод обогащения и выделения микобактерий туберкулеза и внедрил элементы медицинской статистики в практическую эпидемиологию.
Умер 26 сентября 1979 года в Казани.
Его сын — Эльмарс Альфредович Озол тоже стал учёным, доктором медицинских наук.

## Адреса
- Казань, улица Толстого, 6/30 (здание студенческого общежития).[4]